# Pavlovec Pregradski
Pavlovec Pregradski is een plaats in de gemeente Pregrada in de Kroatische provincie Krapina-Zagorje. De plaats telt 228 inwoners (2001).